# Potok Jaworowski

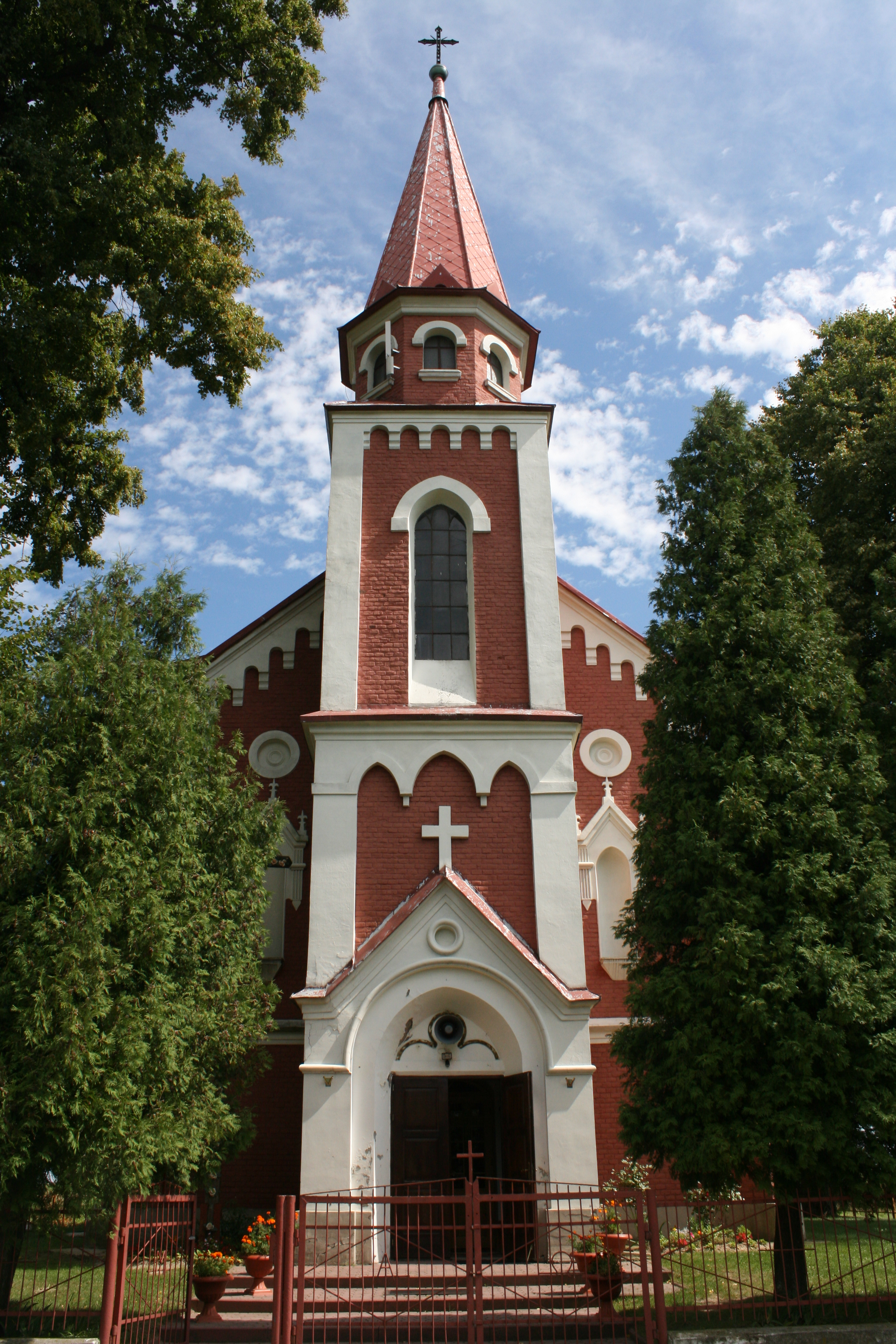
Römisch-katholische Kirche

Potok Jaworowski (bis 24. Mai 1939 deutsch Fehlbach) ist eine kleine Ortschaft mit einem Schulzenamt der Gemeinde Wielkie Oczy im Powiat Lubaczowski der Woiwodschaft Karpatenvorland in Polen.

## Geschichte
Bei der Ersten Teilung Polens kamen die Kammergüter der Stadt Lubaczów 1772 zum neuen Königreich Galizien und Lodomerien des habsburgischen Kaiserreichs (ab 1804).
Das Dorf entstand im Jahre 1783 im Zuge der Josephinischen Kolonisation auf dem Grund des Dorfes Kobylnica Ruska. 15 deutsche Familien (62 Personen) katholischer Konfession wurden dort angesiedelt. Die Kolonie wurde Fehlbach genannt und wurde eine unabhängige Gemeinde. Im Jahre 1792 wurde eine römisch-katholische Pfarrei errichtet. Die erste Kirche war aus Holz, das heutige gemauerte neogotische Gebäude wurde in den Jahren 1910–1913 erbaut. Im Jahre 1900 hatte die Gemeinde Fehlbach 20 Häuser mit 144 Einwohnern, davon 113 deutschsprachige, 28 polnischsprachige, 3 ruthenischsprachige, 134 römisch-katholische, 4 griechisch-katholische, 6 anderen Glaubens.
1918, nach dem Ende des Ersten Weltkriegs und dem Zusammenbruch der k.u.k. Monarchie, kam Fehlbach zu Polen.
Im Jahre 1921 hatte die Gemeinde Fehlbach 21 Häuser mit 169 Einwohnern, davon 101 Polen, 65 Deutschen, 3 Ruthenen, 166 katholische, 3 griechisch-katholische.
Am 24. Mai 1939 wurde der Name Fehlbach auf Potok Jaworowski geändert.
Von 1975 bis 1998 gehörte Potok Jaworowski zur Woiwodschaft Przemyśl.